# Nati nel 1948/Dicembre
| Questa pagina contiene informazioni ricavate automaticamente dalle voci biografiche con l'ausilio del template Bio e di un bot. L'aggiornamento è periodico e automatico e ricostruisce completamente la pagina. Se manca una persona in questa lista, sei pregato di non aggiungerla, ma accertati piuttosto che la sua voce biografica contenga il template Bio e che i dati anagrafici siano correttamente compilati. Se il template Bio manca, inseriscilo tu stesso o, in alternativa, metti l'avviso {{tmp\|Bio}} che ne segnala la mancanza. Se i dati riportati sono sbagliati, correggi direttamente la voce biografica; le modifiche saranno visibili in questa lista entro pochi giorni. Per chiarimenti vedi il progetto biografie. La lista contiene solo le 234 persone che sono citate nell'enciclopedia e per le quali è stato implementato correttamente il template Bio. Pagina aggiornata al 10 ago 2025. |

- 1º dicembre - Mariangela Cerrino, scrittrice italiana
- 1º dicembre - Ron Cook, attore britannico
- 1º dicembre - Gaetano Di Pierro, vescovo cattolico e missionario italiano
- 1º dicembre - Eva Evdokimova, ballerina statunitense († 2009)
- 1º dicembre - Ian Fletcher, ex tennista australiano
- 1º dicembre - Remo Girone, attore italiano
- 1º dicembre - James McClelland, psicologo statunitense
- 1º dicembre - Luciano Re Cecconi, calciatore italiano († 1977)
- 1º dicembre - Guy Tunmer, pilota automobilistico sudafricano († 1999)
- 1º dicembre - Neil Warnock, allenatore di calcio e ex calciatore inglese
- 1º dicembre - Nicholas Thomas Wright, vescovo anglicano e teologo inglese
- 2 dicembre - T. Coraghessan Boyle, scrittore statunitense
- 2 dicembre - Rupert Carington, VII barone Carrington, imprenditore, politico e nobile britannico
- 2 dicembre - Nikolaj D'jačenko, cestista sovietico († 2020)
- 2 dicembre - Gebhard Fürst, vescovo cattolico tedesco
- 2 dicembre - Toninho Horta, chitarrista e compositore brasiliano
- 2 dicembre - Carmelo Lavorino, criminologo, investigatore e giornalista italiano
- 2 dicembre - Patrizia Reggiani, socialite e criminale italiana
- 2 dicembre - Antonín Panenka, dirigente sportivo, allenatore di calcio e ex calciatore ceco
- 2 dicembre - Luigi Sappa, politico italiano
- 3 dicembre - Reidun Laengen, atleta e fondista norvegese († 1995)
- 3 dicembre - Patrick Cousot, informatico francese
- 3 dicembre - Rino Gritti, calciatore italiano († 1983)
- 3 dicembre - Diane Kurys, attrice, sceneggiatrice e regista francese
- 3 dicembre - Bernard Mignot, ex tennista belga
- 3 dicembre - Ozzy Osbourne, cantautore e compositore britannico († 2025)
- 4 dicembre - Fabrizio Crisafulli, artista italiano
- 4 dicembre - Southside Johnny, cantante statunitense
- 4 dicembre - Giorgio Paradisi, mafioso italiano († 2006)
- 4 dicembre - Mary Peters, politica statunitense
- 5 dicembre - Jurij Degterëv, calciatore sovietico († 2022)
- 5 dicembre - Igor Galo, attore serbo
- 5 dicembre - Paolo Longo, giornalista italiano
- 5 dicembre - Gino Settimi, politico italiano
- 5 dicembre - Charlie Yelverton, ex cestista e allenatore di pallacanestro statunitense
- 6 dicembre - Linda Creed, paroliera, cantante e compositrice statunitense († 1986)
- 6 dicembre - Marius Müller-Westernhagen, cantante e attore tedesco
- 6 dicembre - Don Nickles, politico statunitense
- 6 dicembre - Keke Rosberg, ex pilota automobilistico finlandese
- 6 dicembre - Yoshihide Suga, politico giapponese
- 6 dicembre - JoBeth Williams, attrice, regista e produttrice cinematografica statunitense
- 7 dicembre - Toni Capuozzo, giornalista, scrittore e conduttore televisivo italiano
- 7 dicembre - Roland Hattenberger, ex calciatore austriaco
- 7 dicembre - Arto Koivisto, ex fondista finlandese
- 7 dicembre - Yoko Morishita, ex ballerina giapponese
- 7 dicembre - Andrés Oliva, ciclista su strada spagnolo († 2023)
- 7 dicembre - Stefano Rosso, cantautore e chitarrista italiano († 2008)
- 7 dicembre - Nikola Šainović, politico serbo
- 8 dicembre - Marijan Bradvić, calciatore jugoslavo († 2019)
- 8 dicembre - Luis Caffarelli, matematico argentino
- 8 dicembre - Giovanni Battista Coletti, ex schermidore italiano
- 8 dicembre - Ken Durrett, cestista statunitense († 2001)
- 8 dicembre - Sergio Frau, giornalista italiano
- 8 dicembre - Bruce Kelly, architetto del paesaggio statunitense († 1993)
- 8 dicembre - Benny Morris, storico e giornalista israeliano
- 8 dicembre - Mick Paynter, funzionario, sindacalista e scrittore britannico
- 9 dicembre - Marco Achilli, calciatore italiano († 2009)
- 9 dicembre - Gesualdo Albanese, allenatore di calcio e ex calciatore italiano
- 9 dicembre - Gioconda Belli, poetessa, scrittrice e attivista nicaraguense
- 9 dicembre - Joe Fallisi, tenore, attore e compositore italiano
- 9 dicembre - Marleen Gorris, regista olandese
- 9 dicembre - Susanna Moore, scrittrice statunitense
- 9 dicembre - Jonathan Sumption, magistrato e storico britannico
- 9 dicembre - Ron Vawter, attore statunitense († 1994)
- 10 dicembre - Nora Astorga, guerrigliera nicaraguense († 1988)
- 10 dicembre - Dušan Bajević, allenatore di calcio e ex calciatore bosniaco
- 10 dicembre - Franco Ciliberti, politico italiano
- 10 dicembre - Carlos Coria, ex hockeista su pista e allenatore di hockey su pista argentino
- 10 dicembre - Eliseo Croci, ex calciatore italiano
- 10 dicembre - Richard Francis-Bruce, montatore australiano
- 10 dicembre - Silvano Frontalini, direttore d'orchestra, direttore artistico e organista italiano
- 10 dicembre - Muhammad Zaydan, politico e terrorista palestinese († 2004)
- 11 dicembre - Alvin Baltrop, fotografo statunitense († 2004)
- 11 dicembre - Charīs Grammos, ex calciatore greco
- 11 dicembre - Dario Grava, ex calciatore italiano
- 11 dicembre - Allan Martin, ex rugbista a 15 gallese
- 11 dicembre - Fred Sowerby, ex velocista e allenatore di atletica leggera antiguo-barbudano
- 11 dicembre - Chester Thompson, batterista statunitense
- 11 dicembre - Víctor Víctor, chitarrista, cantante e compositore dominicano († 2020)
- 12 dicembre - Franco Cittadino, allenatore di calcio e ex calciatore italiano
- 12 dicembre - Uta Frommater, ex nuotatrice tedesca occidentale
- 12 dicembre - Zoot Horn Rollo, chitarrista statunitense
- 12 dicembre - Marcelo Rebelo de Sousa, politico e giornalista portoghese
- 12 dicembre - Randy Smith, cestista e allenatore di pallacanestro statunitense († 2009)
- 12 dicembre - Paolino Stanzial, allenatore di calcio e ex calciatore italiano
- 12 dicembre - Colin Todd, ex calciatore e allenatore di calcio inglese
- 12 dicembre - Roelof Wunderink, ex pilota automobilistico olandese
- 12 dicembre - John Yuill, ex tennista sudafricano
- 13 dicembre - Jeff Baxter, chitarrista statunitense
- 13 dicembre - Lillian Board, velocista e mezzofondista britannica († 1970)
- 13 dicembre - Pavle Bulatović, politico montenegrino († 2000)
- 13 dicembre - Ted Nugent, chitarrista e cantante statunitense
- 13 dicembre - Davy O'List, chitarrista, cantante e trombettista britannico
- 13 dicembre - Tony Want, ex calciatore inglese
- 14 dicembre - Lester Bangs, critico musicale e musicista statunitense († 1982)
- 14 dicembre - Tom Herron, pilota motociclistico britannico († 1979)
- 14 dicembre - Luigi Pruneti, scrittore italiano
- 14 dicembre - Dee Wallace, attrice statunitense
- 15 dicembre - Carlos Zíngaro, violinista portoghese
- 15 dicembre - Pascal Bruckner, scrittore e saggista francese
- 15 dicembre - Vicente Calderón Ramirez, ex schermidore messicano
- 15 dicembre - Melanie Chartoff, attrice e doppiatrice statunitense
- 15 dicembre - Francesco Ellero d'Artegna, cantante italiano
- 15 dicembre - David Gwillim, attore britannico
- 15 dicembre - Cassandra Harris, attrice australiana († 1991)
- 15 dicembre - Toshinori Kondō, trombettista giapponese († 2020)
- 15 dicembre - Marco Messeri, attore, comico e cabarettista italiano
- 15 dicembre - Charlie Scott, ex cestista statunitense
- 16 dicembre - Paolo Berdini, urbanista e saggista italiano
- 16 dicembre - César Augusto Franco Martínez, vescovo cattolico spagnolo
- 16 dicembre - Charles Heung, attore, produttore cinematografico e conduttore televisivo hongkonghese
- 16 dicembre - Jaroslav Hřebík, allenatore di calcio e ex calciatore ceco
- 16 dicembre - Robert Lee, cantante, chitarrista e attore hongkonghese
- 16 dicembre - Pat Quinn, politico statunitense
- 16 dicembre - Armando Spataro, ex magistrato e giurista italiano
- 17 dicembre - Carlo Costalli, politico italiano
- 17 dicembre - Kemal Kılıçdaroğlu, politico, funzionario e economista turco
- 17 dicembre - Brian Mahoney, ex cestista e allenatore di pallacanestro statunitense
- 17 dicembre - Erling Meirik, ex calciatore norvegese
- 17 dicembre - Craig Safan, compositore statunitense
- 17 dicembre - Derek Sankey, ex cestista canadese
- 17 dicembre - Fabio Storchi, imprenditore italiano
- 17 dicembre - Darryl Way, violinista e tastierista britannico
- 18 dicembre - Angela Sommer Bodenburg, scrittrice tedesca
- 18 dicembre - William Boughton, direttore d'orchestra inglese
- 18 dicembre - Mago Cristal, illusionista italiano († 1993)
- 18 dicembre - José María Gatti, ex calciatore argentino
- 18 dicembre - George Johnson, ex cestista e allenatore di pallacanestro statunitense
- 18 dicembre - Edmund Kemper, serial killer statunitense
- 18 dicembre - Malcolm Moore, ex calciatore inglese
- 18 dicembre - Adam Musiał, calciatore polacco († 2020)
- 18 dicembre - Bill Nelson, cantante, musicista e produttore discografico britannico
- 18 dicembre - Domenico Paladino, artista, pittore e scultore italiano
- 18 dicembre - Liliane Saint-Pierre, cantante belga
- 18 dicembre - Sten Stensen, ex pattinatore di velocità su ghiaccio norvegese
- 18 dicembre - Laurent Voulzy, cantautore francese
- 19 dicembre - Jee Yong-ju, pugile sudcoreano († 1985)
- 19 dicembre - Enemésio Ângelo Lazzaris, vescovo cattolico e religioso brasiliano († 2020)
- 19 dicembre - Sam Lenarduzzi, ex calciatore italiano
- 19 dicembre - Anatolij Nazarenko, ex lottatore sovietico
- 19 dicembre - Christopher William Stearns, attore statunitense († 2009)
- 19 dicembre - Roberto Vannozzi, ex tiratore a segno italiano
- 20 dicembre - Gian Carlo Blangiardo, statistico italiano
- 20 dicembre - Orchidea De Santis, attrice italiana
- 20 dicembre - Dick Gibbs, ex cestista statunitense
- 20 dicembre - Abdulrazak Gurnah, scrittore tanzaniano
- 20 dicembre - Jean-Noël Huck, allenatore di calcio e ex calciatore francese
- 20 dicembre - Odd Ivar Lindberg, ex calciatore norvegese
- 20 dicembre - Alessandro Minelli, biologo e zoologo italiano
- 20 dicembre - Alan Parsons, musicista, produttore discografico e cantante britannico
- 20 dicembre - Daniel Rebillard, ex pistard e ciclista su strada francese
- 20 dicembre - Giuliana Sgrena, giornalista e scrittrice italiana
- 20 dicembre - Mitsuko Uchida, pianista giapponese
- 21 dicembre - Ron Bass, wrestler statunitense († 2017)
- 21 dicembre - Naglaa Fathi, attrice e produttrice cinematografica egiziana
- 21 dicembre - Barry Gordon, attore e doppiatore statunitense
- 21 dicembre - Carlos Enrique Herrera Gutiérrez, vescovo cattolico nicaraguense
- 21 dicembre - Samuel L. Jackson, attore e produttore cinematografico statunitense
- 21 dicembre - Thierry Mugler, stilista e fotografo francese († 2022)
- 21 dicembre - Barry Salvage, allenatore di calcio e calciatore inglese († 1986)
- 21 dicembre - Roldano Simeoni, ex pallanuotista italiano
- 21 dicembre - Neide Umidi Sala, politica italiana
- 22 dicembre - Domenico Achille, generale italiano
- 22 dicembre - Noel Edmonds, conduttore radiofonico e conduttore televisivo britannico
- 22 dicembre - Angelo Jacopucci, pugile italiano († 1978)
- 22 dicembre - Flip Mark, attore cinematografico e attore televisivo statunitense
- 22 dicembre - Vester Marshall, ex cestista e allenatore di pallacanestro statunitense
- 22 dicembre - Rick Nielsen, chitarrista statunitense
- 22 dicembre - Franco Salvatori, geografo italiano
- 22 dicembre - Lynne Thigpen, attrice statunitense († 2003)
- 22 dicembre - Nicolae Timofti, politico e giurista moldavo
- 23 dicembre - Maurizio Basile, dirigente d'azienda e dirigente pubblico italiano
- 23 dicembre - David Davis, politico britannico
- 23 dicembre - Glenn Dicterow, violinista e docente statunitense
- 23 dicembre - Stefan Dörflinger, pilota motociclistico svizzero
- 23 dicembre - Nevio Favaro, ex calciatore italiano
- 23 dicembre - Jack Ham, giocatore di football americano statunitense
- 23 dicembre - John Peter Huchra, astronomo e docente statunitense († 2010)
- 23 dicembre - Antonino Laudicina, politico italiano
- 23 dicembre - Charles Herbert, attore statunitense († 2015)
- 23 dicembre - Rick Wohlhuter, ex mezzofondista statunitense
- 24 dicembre - Stan Bowles, calciatore inglese († 2024)
- 24 dicembre - Edwige Fenech, attrice, produttrice cinematografica e produttrice televisiva francese
- 24 dicembre - Barra Grant, attrice, sceneggiatrice e regista statunitense
- 24 dicembre - Mo Layton, ex cestista statunitense
- 24 dicembre - Paola Mattioli, fotografa italiana
- 24 dicembre - Menghesteab Tesfamariam, arcivescovo cattolico eritreo
- 25 dicembre - Bernard Alane, attore e doppiatore francese
- 25 dicembre - Merry Clayton, cantante e attrice statunitense
- 25 dicembre - Michele Faglia, politico e architetto italiano
- 25 dicembre - Noël Mamère, politico e giornalista francese
- 25 dicembre - Barbara Mandrell, cantante statunitense
- 25 dicembre - Emanuel Mori, politico micronesiano
- 25 dicembre - Andrea Nencini, ex pallavolista italiano
- 25 dicembre - Joel Santana, allenatore di calcio e ex calciatore brasiliano
- 25 dicembre - Hidenobu Yano, ex judoka giapponese
- 25 dicembre - 'Alia al-Husayn, regina giordana († 1977)
- 26 dicembre - Sergej Savel'ev, fondista sovietico († 2005)
- 27 dicembre - Martin Birch, produttore discografico britannico († 2020)
- 27 dicembre - Olivier Blanchard, economista francese
- 27 dicembre - Oscar De Bona, politico italiano
- 27 dicembre - Gérard Depardieu, attore e produttore cinematografico francese
- 27 dicembre - Tovah Feldshuh, attrice, cantante e commediografa statunitense
- 27 dicembre - Johann Georg Widmann, ex politico italiano
- 28 dicembre - Ernesto Aparicio, ex calciatore salvadoregno
- 28 dicembre - Jan Balachowski, ex velocista polacco
- 28 dicembre - Mario Bertolissi, costituzionalista italiano
- 28 dicembre - Louis Floch, ex calciatore francese
- 28 dicembre - George Vance Murry, vescovo cattolico statunitense († 2020)
- 28 dicembre - Villiam Vecchi, calciatore e allenatore di calcio italiano († 2022)
- 29 dicembre - Thom Karremans, ex militare olandese
- 29 dicembre - Eugenio Pazzaglia, calciatore italiano († 2021)
- 29 dicembre - Peter Robinson, politico britannico
- 29 dicembre - Errol Thompson, produttore discografico giamaicano († 2004)
- 30 dicembre - Horace Engdahl, critico letterario svedese
- 30 dicembre - Eugenio Pilutti, poeta e scrittore italiano († 2016)
- 30 dicembre - Billy Hughes, calciatore scozzese († 2019)
- 30 dicembre - Luciano Marabese, designer italiano († 2016)
- 30 dicembre - Kim McLagan, modella britannica († 2006)
- 30 dicembre - Randy Schekman, biologo statunitense
- 30 dicembre - Danny Schock, hockeista su ghiaccio canadese († 2017)
- 30 dicembre - Daria Halprin, attrice, danzatrice e insegnante statunitense
- 30 dicembre - Colin Suggett, dirigente sportivo, allenatore di calcio e ex calciatore inglese
- 31 dicembre - Donna Summer, cantautrice statunitense († 2012)
- 31 dicembre - Viktor Michajlovič Afanas'ev, cosmonauta sovietico
- 31 dicembre - Stephen Cleobury, organista e direttore di coro inglese († 2019)
- 31 dicembre - Vittorio Coletti, linguista e lessicografo italiano
- 31 dicembre - Patrick Cothias, fumettista francese
- 31 dicembre - Joe Dallesandro, attore e modello statunitense
- 31 dicembre - Jan Dworak, politico, attivista e giornalista polacco
- 31 dicembre - Steve Farmer, chitarrista e compositore statunitense († 2020)
- 31 dicembre - Sandy Jardine, allenatore di calcio e calciatore scozzese († 2014)
- 31 dicembre - Josef Leja, ex cestista israeliano
- 31 dicembre - Don Page, fisico canadese